# A media luz
A media luz est un tango avec des paroles de Carlos César Lenzi (es) et une musique d'Edgardo Donato (es), créé en 1925 à Montevideo, en Uruguay.

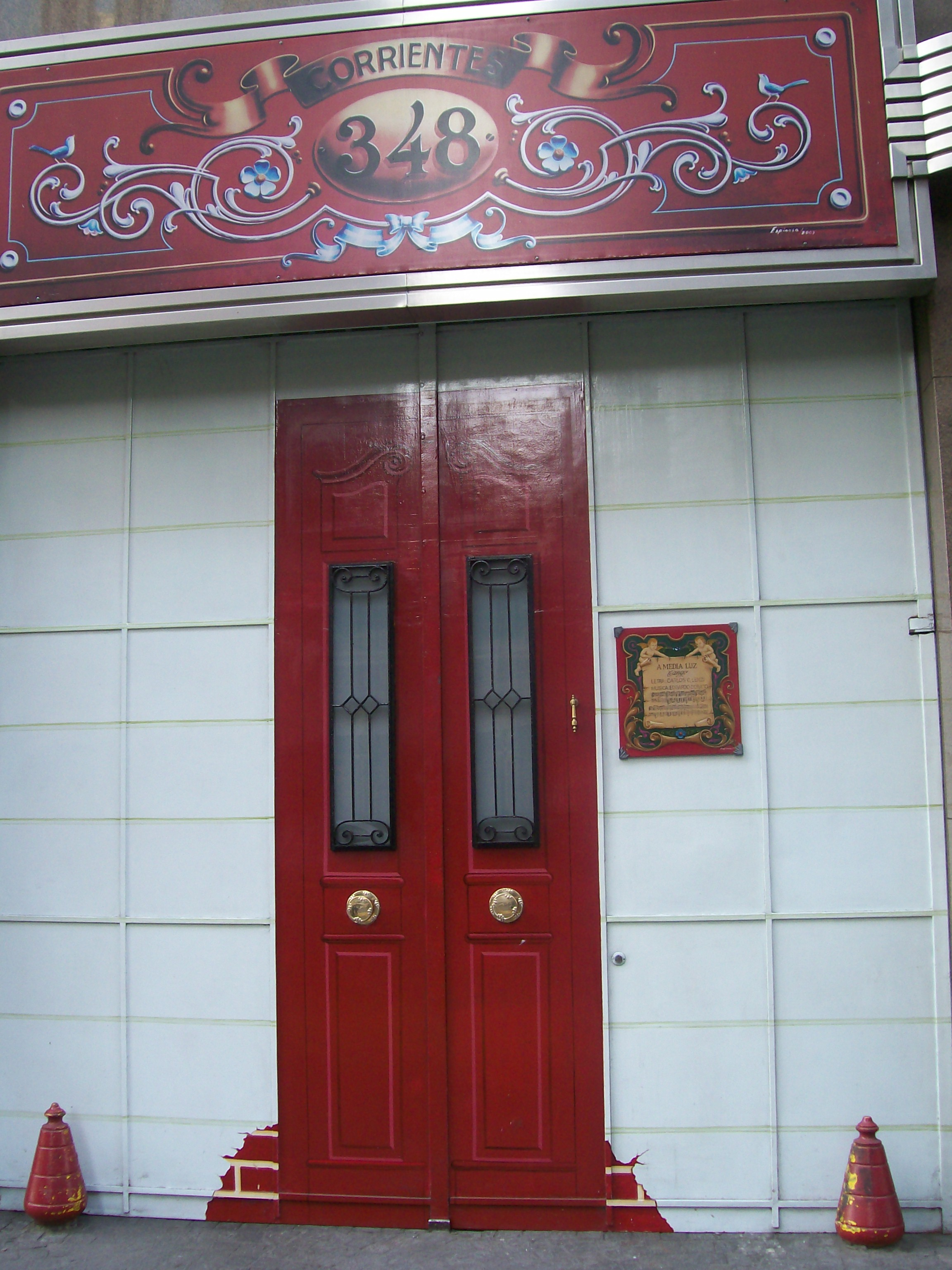
Façade actuelle de Corrientes 348 à Buenos Aires et panneau commémoratif de A media luz

## Histoire
En 1925, Lenzi offre à Donato un texte qui, selon José Gobello, est « más lupanaria que erótica ». C'est le tango A media luz, qui sera l'un des plus enregistrés au niveau mondial dans l'histoire du genre. Il fut créé à Montevideo, dans le magazine musical Su majestad la revista, avec la voix de la vedette chilienne Lucy Clory, qui fut immédiatement enregistré par Roberto Firpo, Francisco Canaro et Carlos Gardel, inaugurant la série d'enregistrements réalisés par les artistes les plus divers du monde. Ce fut un grand succès pour Azucena Maizani (es) lorsqu'elle l'inclut à son répertoire à partir d'octobre 1926 au Théâtre de la Comédie, à Buenos Aires, dans sa propre compagnie de revue qu'elle dirigeait. C'est l'une des trois œuvres du genre les plus enregistrées et distribuées au monde.
Selon Francisco García Jiménez (es), un soir où Edgardo Donato avait été engagé pour animer une soirée privée au Palacio Wilson, une luxueuse demeure de Montevideo, le musicien eut l'idée d'allumer l'interrupteur qui éteignait le lustre principal et d'annoncer : « ¡Ahora a media luz! » Alors que les couples continuaient à danser, l'un des invités, Carlos Lenzi, reprit la phrase et commença le soir même une chanson inspirée par elle, pensant au Buenos Aires qu'il connaissait si bien. Il a continué à travailler dessus pendant un mois jusqu'à ce qu'il obtienne le résultat souhaité et le donne à Donato pour qu'il le mette en musique.

## Sur les paroles
Maple était un magasin de meubles britannique bien connu qui avait initialement ses locaux au 326 Carlos Pellegrini. Puis, il déménagea dans la rue Suipacha, presque au coin de la Viamonte à Buenos Aires, à côté du fleuriste « La Orquídea de Mario Camoirano ». Il vendait à la fois des meubles et des accessoires, d'abord importés puis fabriqués localement, et a fonctionné entre 1850 et 1982 sous le nom de MAPLE & Company, et depuis lors en tant qu'entreprise locale à une autre adresse,.
À Corrientes 348, il y avait un salon de polissage à la façade écaillée qui fut démoli plus tard pour faire place à un bâtiment moderne. Mais en 1978, une plaque faisant allusion au désormais célèbre tango y fut apposée pour l'information des nombreux touristes qui le recherchent.

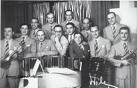
Edgardo Donato Et son orchestre.

Le mot « cocó » (« Como en botica cocó ») est un terme d'argot pour « cocaïne », dont la vente était légale à l'époque où ce tango a été composé. Le même mot est utilisé dans le tango Griseta (« une nuit de champagne et de cocó »).